# نيك مون
نيك مون (بالإنجليزية: Nick Moon)‏ هو لاعب كرة قدم أمريكي في مركزي الوسط والهجوم، ولد في 31 مايو 1996 في وكيشا في الولايات المتحدة. لعب مع إندي إليفن.